# Бад-Фаллингбостель

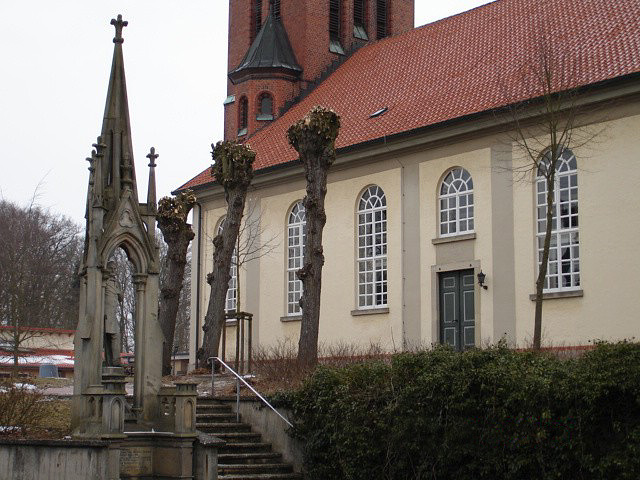
Памятник

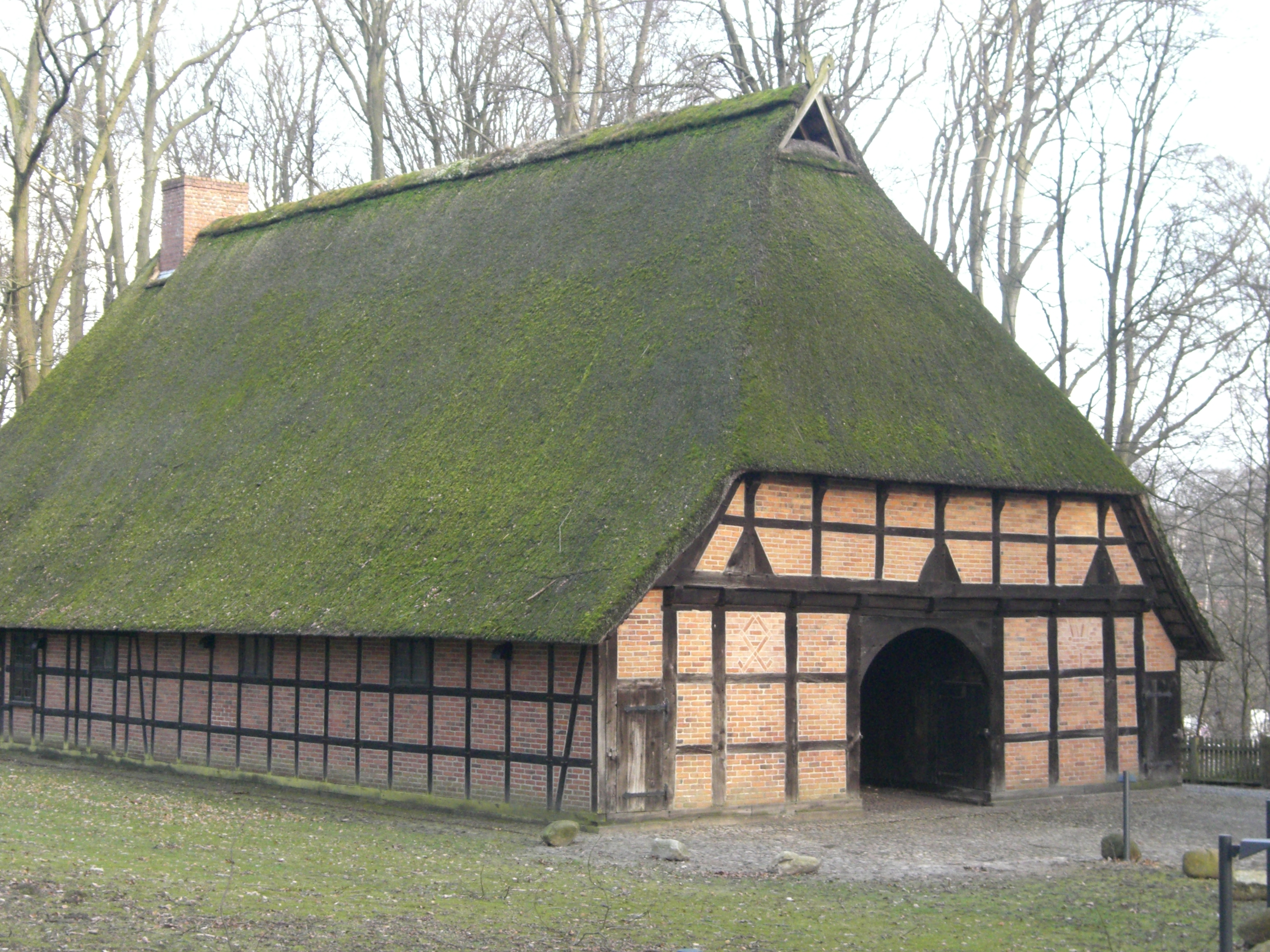
Бад-Фаллингбостель

Бад-Фаллингбостель (нем. Bad Fallingbostel) — город в Германии, районный центр, курорт, расположен в земле Нижняя Саксония.
Входит в состав района Зольтау-Фаллингбостель. Население составляет 11 404 человека (на 31 декабря 2010 года). Занимает площадь 63,15 км². Официальный код — 03 3 58 008.